# Bitwa o Bachmut
Bitwa o Bachmut – bitwa tocząca się od początku sierpnia 2022 między Siłami Zbrojnymi Ukrainy a wojskami Federacji Rosyjskiej o kontrolę nad miastem Bachmut. W wyniku działań zbrojnych miasto oraz okolice zostały w dużym stopniu zniszczone. Ze względu na uporczywość walk i wysokie straty wśród walczących porównywana jest do bitwy pod Verdun – najdłuższej bitwy I wojny światowej.

## Prolog
Federacja Rosyjska dokonała pełnoskalowej inwazji na Ukrainę nad ranem 24 lutego 2022 w wyniku eskalacji trwającego od 2014 roku konfliktu zbrojnego pomiędzy tymi dwoma państwami. Po wycofaniu się wojsk ukraińskich z Siewierodoniecka i Lisiczańska Rosjanie skierowali swoje siły do zdobycia Bachmutu, stojącego na drodze do zajęcia Słowiańska i Kramatorska, a następnie całego obwodu donieckiego.
Pierwszy ostrzał Bachmutu miał miejsce 17 maja 2022 r., a 30 maja rozpoczęto walki o drogę Konstantinowka – Bachmut. Przez czerwiec i lipiec toczyły się walki o kontrolę nad drogami prowadzącymi do Bachmutu, a po ich opanowaniu Rosjanie przenieśli walki na pogranicze Sołedaru i Bachmutu.

## Bitwa

### Faza początkowa

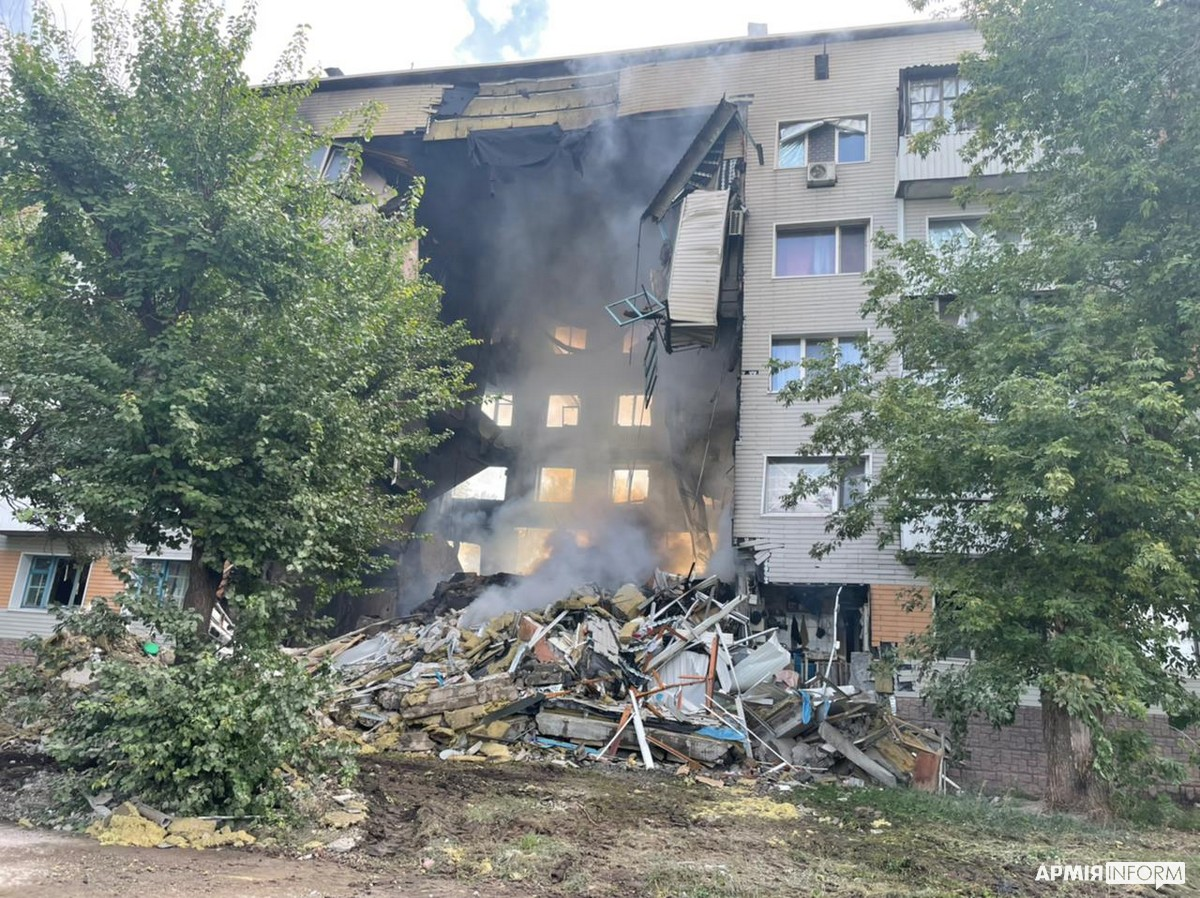
Skutki pierwszego ostrzału miasta, 17 maja 2022

1 sierpnia 2022 wojska rosyjskie dokonały szeregu ataków na miejscowości położone na południu i południowym wschodzie od Bachmutu. Następnego dnia Ukraina poinformowała, że siły rosyjskie zintensyfikowały naloty i ostrzał Bachmutu, rozpoczynając atak lądowy na południowo-wschodnią część miasta siłami 5-7 szturmowych brygadowych grup bojowych, które podeszły do miasta na odległość 4–6 km. Tego dnia rozpoczął się regularny ostrzał miasta z ciężkiej artylerii. W ciągu pierwszego tygodnia walk Rosjanom udało się posunąć o 10 km w głąb ukraińskich pozycji.
Ukraińskie kontruderzenie rozpoczęte 12 sierpnia zmusiło Rosjan do odwrotu w rejonie Jakowlewki, Kodemy, Wierszyny i Weselej Doliny, a duże straty wśród słabo wyszkolonych, wyposażonych i zmotywowanych żołnierzy skłoniły Rosję do wprowadzenia w rejon Bachumutu najemników z Grupy Wagnera. 18 sierpnia najemnicy z Grupy Wagnera podjęli nieudany, trzydniowy atak w kierunku Soledaru i walki o drogę łączącą Gorłowkę z Bachmutem, ponosząc znaczne straty.
Po nieudanej ofensywie na Sołedar walki przybrały charakter pozycyjny, a na znaczeniu zyskało zastosowanie artylerii. W następnym okresie Rosjanie kilkukrotnie próbowali uderzyć na miasto od południa i północnego wschodu, ale wskutek niekorzystnych warunków związanych z rozmiękłym gruntem, ataki te załamały się. W ciągu dwóch miesięcy po zalegnięciu frontu w sierpniu, Rosjanom udało się posunąć o 2–5 km. Rosyjski atak rakietowy z 22 września zniszczył główny most przez rzekę Bachmutkę, która przecina miasto, zakłócając ukraińską logistykę wojskową. 7 października siły rosyjskie wkroczyły do wiosek Zajcewe i Opytne na południowych i południowo-wschodnich obrzeżach miasta. Bezpośrednie walki o miasto zaczęły się w połowie października, a pierwszą jego część – zakłady cementowe – Grupa Wagnera zajęła 27 października.

### Eskalacja i wojna pozycyjna

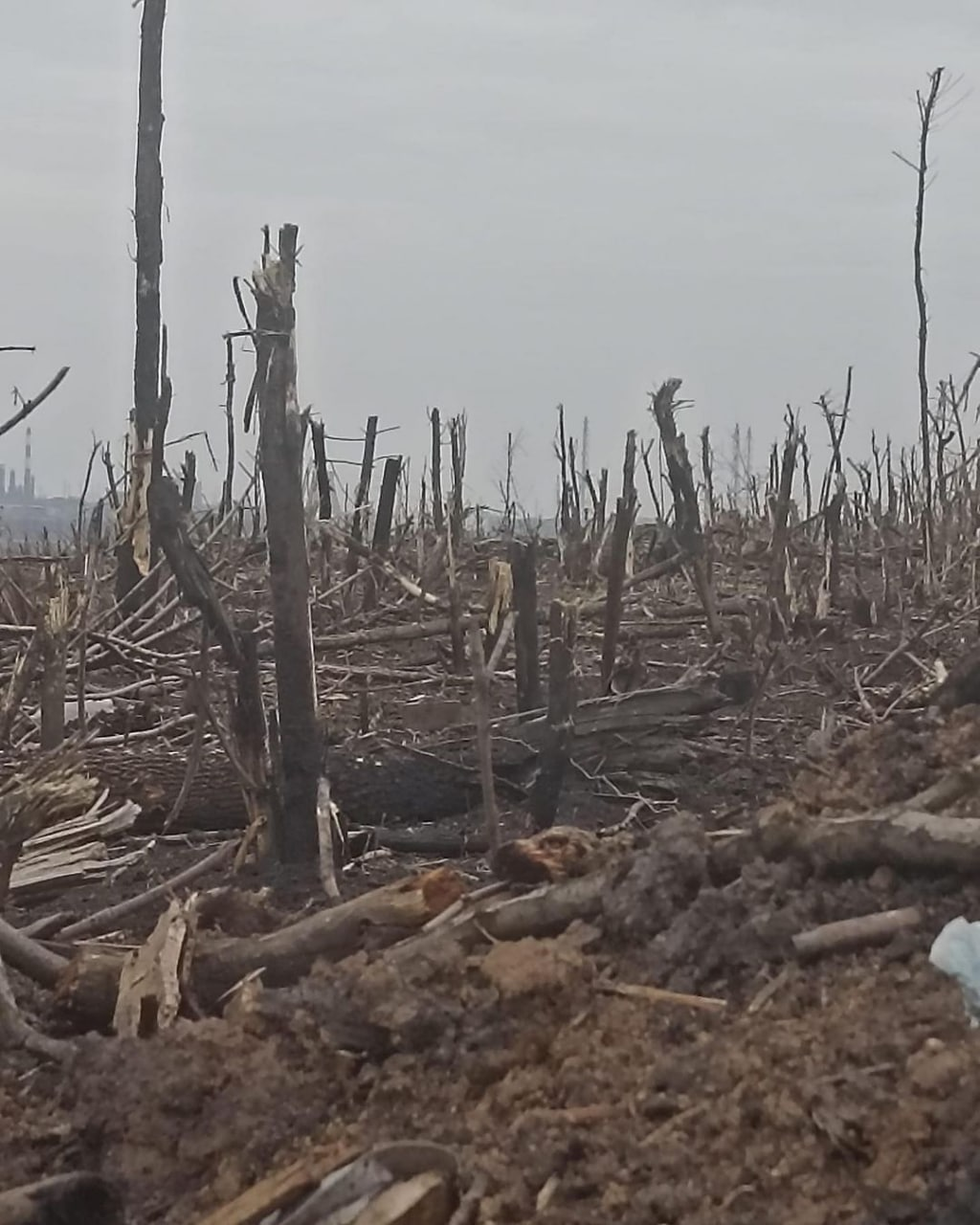
Ziemia niczyja na peryferiach Bachmutu

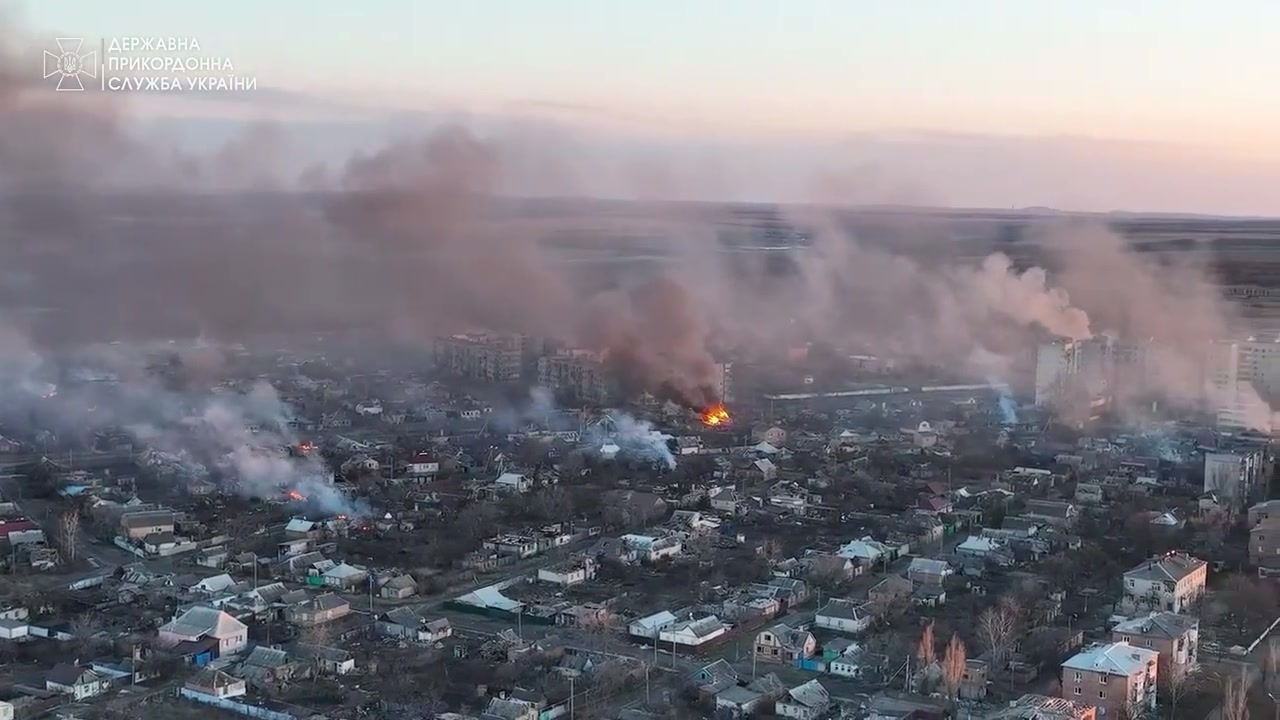
Płonący Bachmut podczas walk miejskich, 5 kwietnia 2023

Na początku listopada bitwa przybrała charakter walk pozycyjnych w okopach z dużymi stratami obu stron od intensywnego ostrzału artyleryjskiego.
10 stycznia 2023 r. Grupa Wagnera zdobyła pobliskie miasto Sołedar, położone 20 km na północ od Bachmutu, ale ostatnie ukraińskie jednostki opuściły granice miasta 25 stycznia. 20 stycznia Ministerstwo Obrony Federacji Rosyjskiej i Grupa Wagnera stwierdziły, że zajęły wioskę Kliszczijiwka, położoną 9 km na południowy zachód od miasta.
Zdobycie Sołedaru pozwoliło Rosjanom odciąć jedną z dróg zaopatrzenia ukraińskiej armii, w związku z czym Rosjanie na początku lutego wznowili atak na Bachmut. W efekcie dalszych ciężkich walk Grupa Wagnera zdobyła Krasną Horę i Paraskowiewkę, odcinając drugą drogę zaopatrzeniową do miasta.
Na początku marca Ukraińcy cofnęli się do południowo-zachodniej części miasta, ustanawiając linię obrony na rzece i kanałach.
7 marca siły ukraińskie częściowo wycofały się z pozycji położonych nad rzeką Bachmutka.
18 maja niemiecka gazeta „Bild” poinformowała, że wojskom rosyjskim dzień wcześniej udało się przedrzeć przez rzekę Bachmutkę i zmusić Ukraińców do stopniowego wycofywania się z miasta. Według stanu na 18 maja pod kontrolą obrońców pozostawało 20 budynków na zachodnich obrzeżach Bachmutu. 20 maja Rosja ogłosiła zdobycie ostatnich budynków miasta, aczkolwiek w części jego administracyjnych granic nadal bronili się Ukraińcy.
20 maja 2023 r. Prigożyn ogłosił, że jego najemnicy opanowali wszystkie budynki w mieście, przy czym dowództwo wojsk ukraińskich początkowo nie chciało potwierdzić prawdziwości tego komunikatu.

## Następstwa

### Ukraińska kontrofensywa
W lipcu 2023 r. intensywna kontrofensywa Ukrainy doprowadziła do półokrążenia miasta i przejęcia kontroli nad wszystkimi drogami dojazdowymi, a oddziały w mieście zostały niemal całkowicie pozbawione dostaw zaopatrzenia. 10 lipca Sztab Generalny Sił Zbrojnych Ukrainy poinformował, że pod Bachmutem od początku działań wojennych wyzwolone zostały łącznie 24 km² terytorium, w tym nad głównymi dominującymi wzniesieniami wokół miasta. W raporcie brytyjskiego wywiadu wskazano, że na początku lipca Bachmut ponownie stał się miejscem jednych z najbardziej intensywnych walk na froncie.

## Bilans
5 listopada 2022 roku zastępca burmistrza Bachmutu stwierdził, że w mieście zginęło 120 cywilów.
W pierwszym tygodniu marca 2023 roku straty rosyjskie oszacowano na ok. 20–30 tys. zabitych i rannych. 25 marca według strony ukraińskiej straty rosyjskie wyniosły 40 tysięcy zabitych i rannych, w większości wagnerowców i zwerbowanych więźniów. Liczba członków Grupy Wagnera zmniejszyła się z 45 tysięcy do 7 tysięcy. 23 marca poinformowano, że Prigożyn planuje przenieść Grupę Wagnera do krajów afrykańskich.
Na początku marca 2023 NATO określiło straty ukraińskie na pięciokrotnie mniejsze niż u strony rosyjskiej. W bazie UA Losses odnotowano dane 4798 żołnierzy ukraińskich zabitych pod Bachmutem w okresie od 1 sierpnia 2022 do 20 maja 2023.
Straty rosyjskie są wg szacunków amerykańskich z maja 2023 zgodne w przybliżeniu z liczbami, podawanymi przez Prigożyna: około 20 tysięcy zabitych (w tym 10 tysięcy więźniów i drugie tyle „zawodowych najemników”). Podczas szczytu G7 w Hiroszimie pod koniec maja 2023 prezydent Stanów Zjednoczonych Joe Biden przekazał jednak, że aby zdobyć miasto Rosja straciła w Bachmucie ponad 100 tys. żołnierzy.
Bachmut mógł stanowić bazę do późniejszego ataku od południa na Kramatorsk i Słowiańsk, połączonego z atakiem z północy od Iziumu, lecz we wrześniu 2022 roku ukraińska kontrofensywa odepchnęła rosyjskie siły spod Iziumu, likwidując groźbę okrążenia tych miast. Pomimo braku znaczenia strategicznego i utraty znaczenia operacyjnego, zdobycie Bachmutu pozostało symbolicznym celem dla Rosjan. Ukraińskie siły natomiast stosowały obronę uporczywą, angażując tam siły rosyjskie. Na skutek walk opanowane ostatecznie przez Rosjan miasto zostało całkowicie zrujnowane.